# Eustrotia matercula
Eustrotia matercula är en fjärilsart som beskrevs av Saalmüller 1880. Eustrotia matercula ingår i släktet Eustrotia och familjen nattflyn. Inga underarter finns listade i Catalogue of Life.